# Мегабаз
Мегабаз – (гр. Μεγάβαζος); † 493 г. пр. Хр. – е персийски пълководец и сатрап, който след кампанията на Дарий I срещу скитите (513 г. пр.н.е.), е оставен от него в Европа с 80.000 войници и през 513-510 г. до н.е. покорява Тракия и Македония. Споменава се също от Херодот (История 4, 143. 5, 1; 2), че е преселил около 30000 пеонци (днес Западна България по течението на р. Струма) във Фригия в Мала Азия, защото жените им били много работливи, а мъжете много добри бойци.
Македонският цар Аминта II го посреща със земя и вода в знак че се покорява, но персийските делегати обиждат жените на македонците и синът на Аминта, принц Александър I Македонски ги убива. Този конфликт е разрешен по-късно, след като синът на Мегабаз, Бубарес се оженва с македонската принцеса Гигая (Херодот 5.17–21). След завръщането си в Мала Азия, Мегабаз става сатрап на провинцията Фригия с резиденция в Даскилион.
Известни са 5 сина на Мегабаз: Обар (от 493 г. пр.н.е. сатрап на Дескилион); Бубарес (инженер на канала на Атон; Мегабат (командващ флота и сатрап на Даскилион; Ферендат (пълководец), майката на когото (според Диодор) е била дъщеря на цар Дарий (Диодор, 11.61.3).